# Alcornocal de Boxo

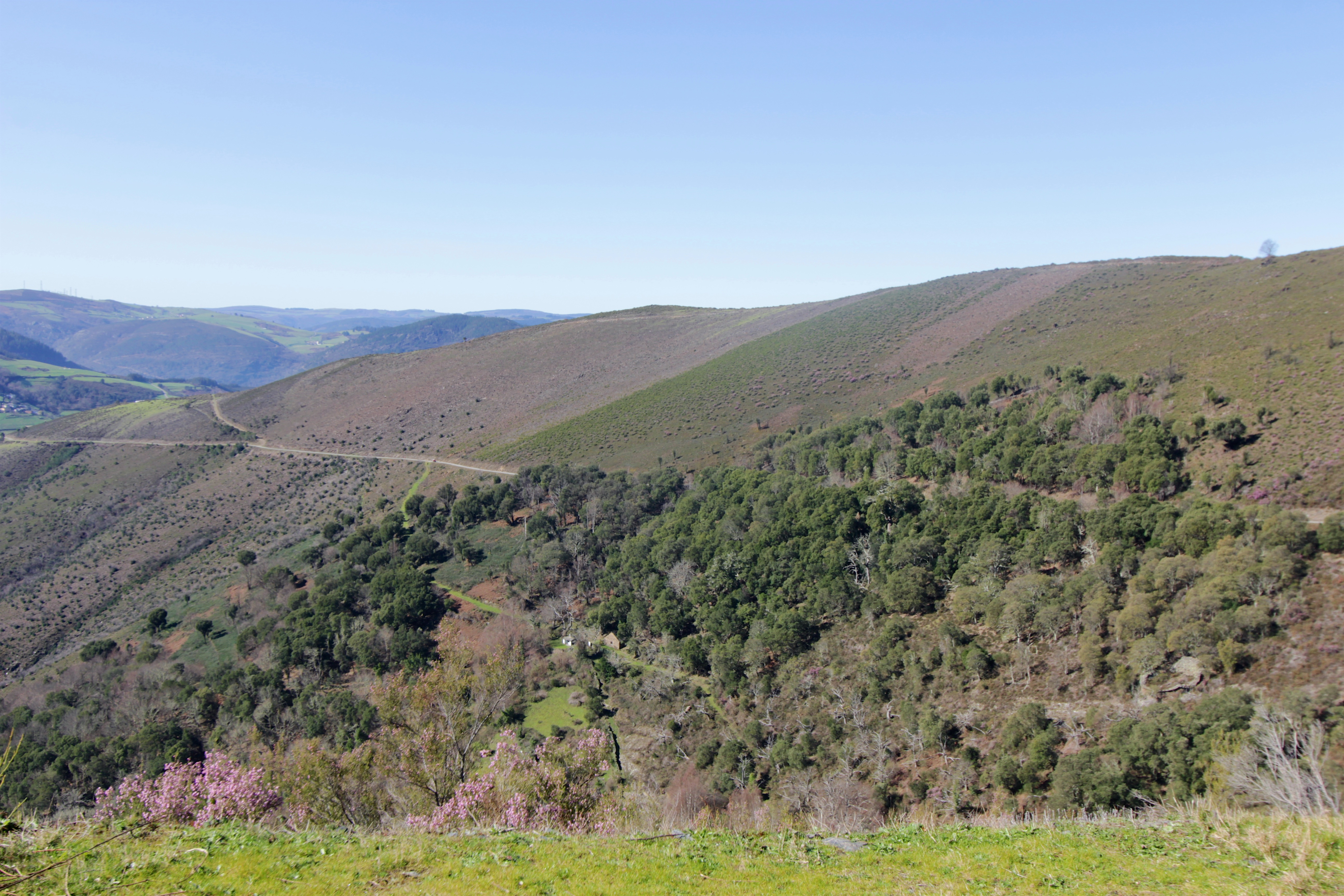
Alcornocal de Boxo

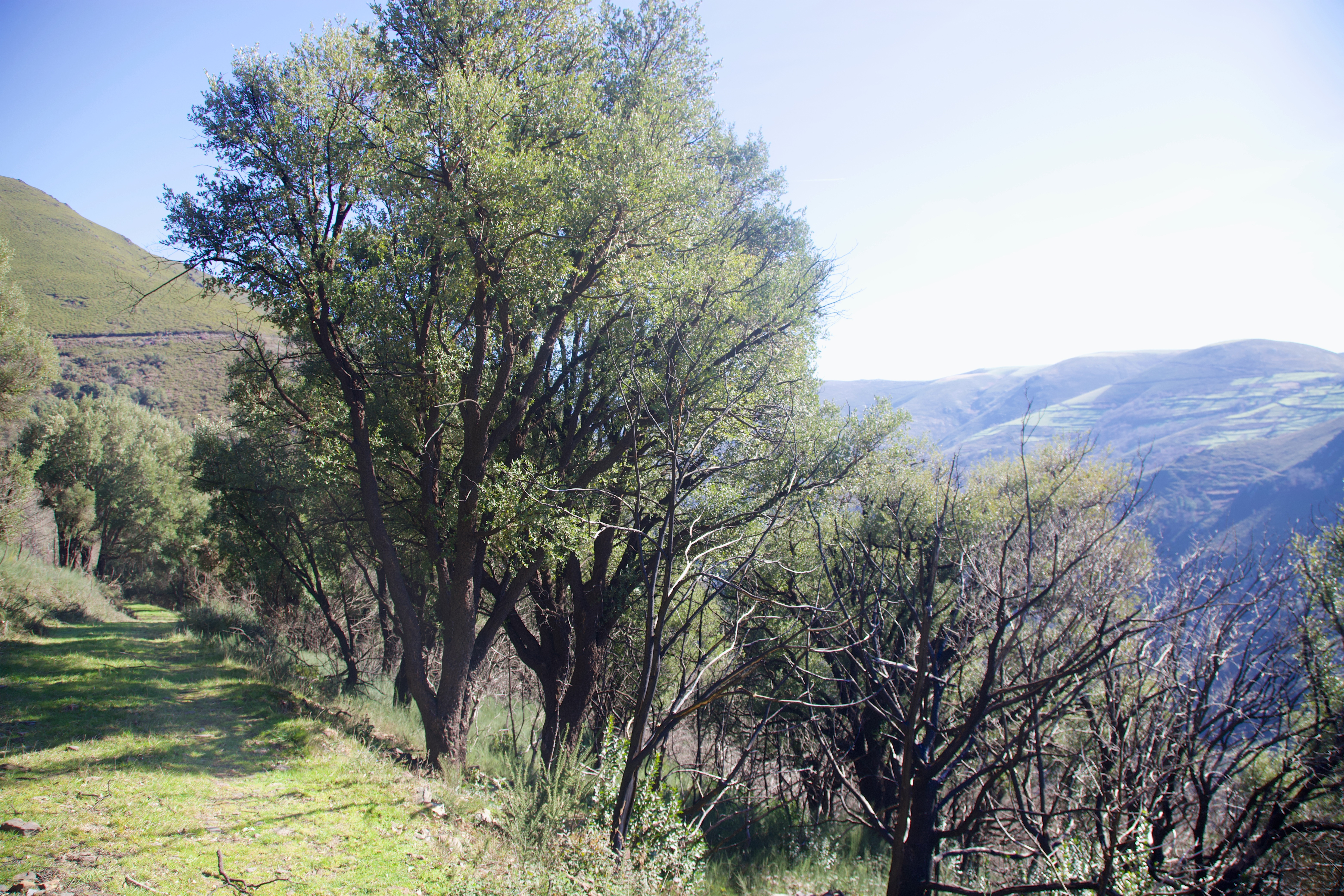
Alcornoques

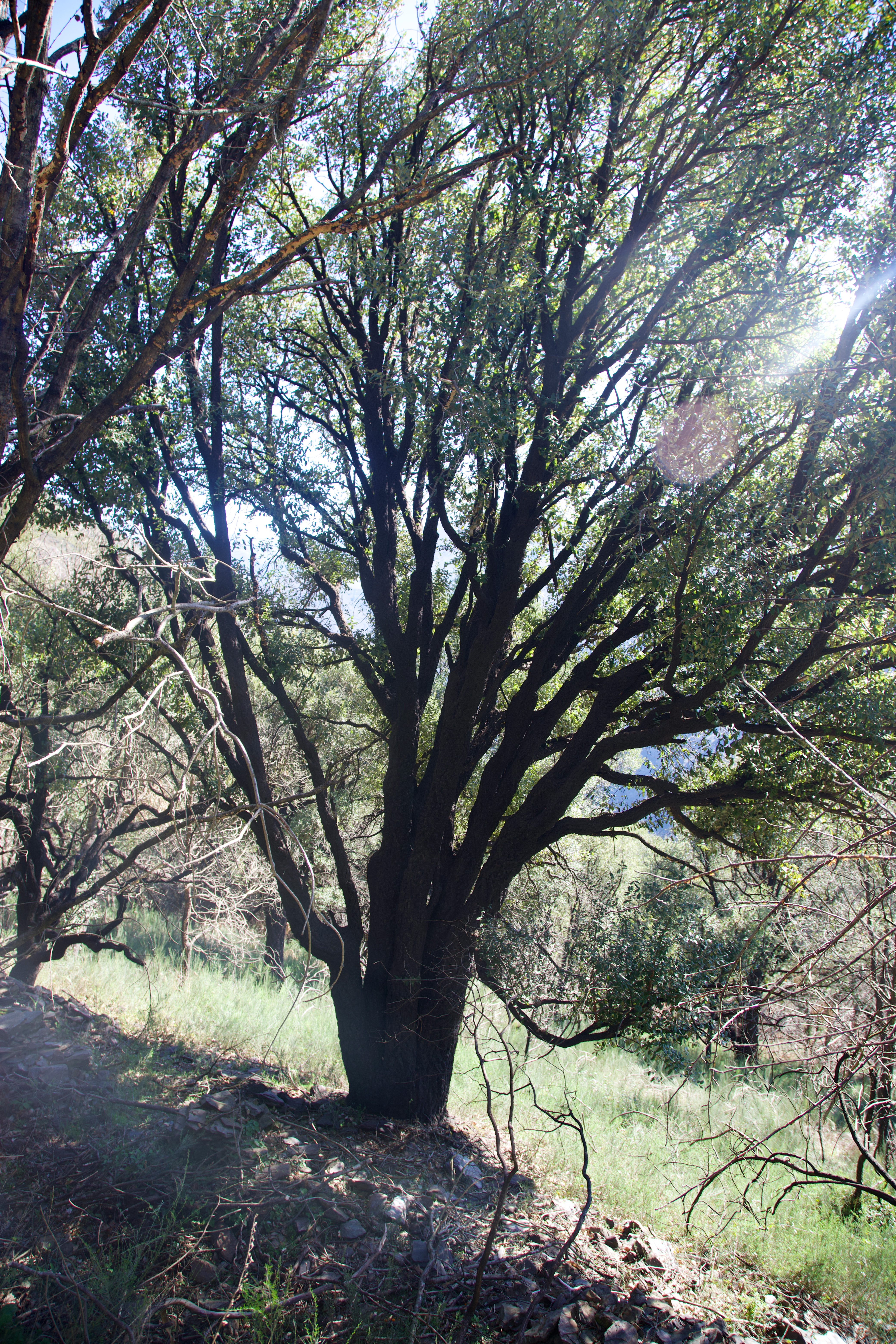
Alcornoque

El alcornocal de Boxo es una masa arbolada del norte de España que se encuentra en el concejo de Allande, Principado de Asturias, dentro del paisaje protegido de las Sierras de Carondio y Valledor cercano al pueblo de Boxo en una ladera de la sierra de Murellos.
Este alcornocal es el más importante de Asturias y debe su rareza a la situación geográfica en el norte puesto que es un árbol de latitudes más cálidas. Está formado por dos masas de árboles algo separadas entre sí, las cuales tiene cada una un grupo de árboles centenarios y otras más jóvenes.
Fue declarado monumento natural en el año 2002 por lo que está protegido. 
- Datos: Q8193872
- Multimedia: Alcornocal de Boxo / Q8193872